# Лагонегро
Лагонѐгро (на италиански: Lagonegro, на местен диалект Làhunìvr, Лахунивр) е градче и община в Южна Италия, провинция Потенца, регион Базиликата. Разположено е на 666 m надморска височина. Населението на общината е 5679 души (към 2010 г.).